# Call of Duty: Modern Warfare - Force Recon
Call of Duty: Modern Warfare - Force Recon è un videogioco per telefoni cellulari sviluppato da Glu Mobile e Activision nel 2009, parte della serie Call of Duty.